# Luigi Sartor
Luigi Sartor (Treviso, 1975. január 30. –) volt olasz válogatott labdarúgó.

## Mérkőzései az olasz válogatottban
| #  | Dátum             | Ellenfél | Eredmény | Kiírás              | Esemény |
| -- | ----------------- | -------- | -------- | ------------------- | ------- |
| 1. | 1998. április 22. | Paraguay | 3 – 1    | barátságos mérkőzés | 56'     |
| 2. | 2002. február 13. | USA      | 1 – 0    | barátságos mérkőzés | 82'     |

## Sikerei, díjai
Juventus FC:
- UEFA-kupa: 1992-93

Vicenza Calcio:
- Olasz labdarúgókupa: 1996-97

FC Internazionale Milano:
- Olasz labdarúgó-bajnokság (első osztály) ezüstérmes: 1997-98
- UEFA-kupa: 1997-98

Parma FC:
- Olasz labdarúgókupa: 1998-99, 2001-02
- Olasz labdarúgó-szuperkupa: 1998-99
- UEFA-kupa: 1998-99

AS Roma:
- Olasz labdarúgó-bajnokság (első osztály) ezüstérmes: 2003-04
- Olasz labdarúgókupa döntős: 2002-03, 2004-05

Olaszország U21:
- U21-es labdarúgó-Európa-bajnokság: 1996